# Banished
Банішед (від англ. Banished у перекладі «вигнаний») — це містобудівна стратегія в реальному часі зосереджена на управлінні ресурсами і виживанні ізольованого суспільства.

## Ігровий процес
Гравець допомагає жителям віддаленого суспільства ізгоїв зростати і облаштовувати поселення. Гра фокусується на окремих жителях міста яке контролює гравець. Як зазначив розробник у відео, «жителі в Banished це ваш головний ресурс. Вони народжуються, ростуть, працюють, народжують дітей і помирають. Тримайте їх здоровими, щасливими і ситими для зростання вашого міста».

## Розробка
Розробка Banished почалася у серпні 2011 і розробляється виключно Люком Ходоровічем у студії Shining Rock Software. Гра написана на C++ і ігровий рушій був створений для зомбі-шутерів. Однак, пізніше він був перероблений для Banished. Гра була випущена для 32-біт і 64-біт версій і для DirectX 9 і 11. Розробник заявив що гра вийде на початку лише на Windows, але якщо вона здобуде популярність, він подумає щодо випусків на інших платформах.

## Випуск
23 жовтня 2013 року, було анонсовано що гра вийде пізніше 2013 року і розробник заявив «коли матиме дату то скоро нею поділиться». 9 січня розробник анонсував що Banished вийде 18 лютого 2014 року.
Гра поширюється через Steam, GOG, Humble Bundle і через цифрову дистрибуцію на сайті розробника.

### Відгуки
Banished отримала переважно позитивні відгуки після релізу. Metacritic, який присвоює середньозважений бал зі 100 з відгуків основних критиків, дав грі 76 балів, які базуються на 7 відгуках, позначених «в основному позитивно».